# 広田村 (富山県)
広田村（ひろたむら）は、かつて富山県上新川郡にあった村。村名はかつての広田郷に属していた大字が多かったことから名付けられた。

## 沿革
- 1889年（明治22年）4月1日 - 町村制の施行により、上新川郡広田新屋村、飯野村、東上赤江村、上冨居村、東下赤江村、鍋田村、中冨居村及び田中蓑浦村の区域の一部の区域をもって、上新川郡広田村が発足する。
- 1940年（昭和15年）9月1日 - 富山市に編入する。